# Волен (Ааргау)
Волен (нім. Wohlen) — місто  в Швейцарії в кантоні Ааргау, округ Бремгартен.

## Географія
Місто розташоване на відстані близько 80 км на північний схід від Берна, 19 км на схід від Аарау.
Волен має площу 12,5 км², з яких на 33,7% дозволяється будівництво (житлове та будівництво доріг), 38,1% використовуються в сільськогосподарських цілях, 27,8% зайнято лісами, 0,5% не є продуктивними (річки, льодовики або гори).

## Демографія
2019 року в місті мешкало 16 613 осіб (+15% порівняно з 2010 роком), іноземців було 39,4%. Густота населення становила 1331 осіб/км².
За віковим діапазоном населення розподілялося таким чином: 20,5% — особи молодші 20 років, 61,3% — особи у віці 20—64 років, 18,2% — особи у віці 65 років та старші. Було 7072 помешкань (у середньому 2,3 особи в помешканні).
Із загальної кількості 8130 працюючих 65 було зайнятих в первинному секторі, 1853 — в обробній промисловості, 6212 — в галузі послуг.